# Mike and the Mechanics
Mike and the Mechanics (gestileerd als Mike + The Mechanics) is een Britse pop/rockband. In eerste instantie was het een hobbyband van de (bas-)gitarist van Genesis Mike Rutherford. Later groeide de populariteit van de band.
Gedurende de beginjaren '80 kwam de solocarrière van Genesisdrummer Phil Collins onverwacht tot grote bloei. Genesis kwam door die soloaspiraties dikwijls stil te liggen. Ook Tony Banks maakte soloplaten. Na eerst twee echte soloplaten afgeleverd te hebben startte Mike in 1985 een band die bestond uit de volgende muzikanten:
- Paul Carrack: zang, toetsen en gitaar (ex-Ace en ex-Squeeze)
- Adrian Lee: toetsen
- Mike Rutherford: gitaar, basgitaar en achtergrondzang (Genesis)
- Peter van Hooke: drums
- Paul Young: zang en toetsen

De band had meteen succes met enkele singles uit het titelloze debuutalbum. Door het overlijden van Paul Young en de toenemende solowerkzaamheden van Paul Carrack kwamen de werkzaamheden echter op een laag pitje te staan. Er werd meer gebruikgemaakt van studiomuzikanten en de tournees werden korter. Een occasionele heropleving van Genesis verdreef het nevenproject van Mike bovendien telkens naar de achtergrond.
Vanaf 2009 ging Rutherford aan de slag met de opname van een nieuw album en het samenstellen van een nieuwe Mechanics. Het album The Road kwam uit in april 2011. De nieuwe Mechanics heten:
- Andrew Roachford (zang)
- Tim Howar (zang)
- Luke Juby (toetsen)
- Gary Wallis (drums)
- Anthony Drunnan (gitaar en bas)

In 2011 volgde er een tour door het UK (inclusief optreden op Isle of Wight Festival), Zwitserland en Duitsland.

## Discografie

### Albums
| Album                      | Verschijnen      | Label    | Hitlijsten | Hitlijsten | Hitlijsten | Hitlijsten | Hitlijsten | Hitlijsten | Hitlijsten | Hitlijsten | Opmerkingen   |
| Album                      | Verschijnen      | Label    | BE (VL)    | BE (VL)    | BE (WA)    | BE (WA)    | NL1        | NL1        | GB         | DE         | Opmerkingen   |
| Album                      | Verschijnen      | Label    | Piek       | Weken      | Piek       | Weken      | Piek       | Weken      | Piek       | Piek       | Opmerkingen   |
| -------------------------- | ---------------- | -------- | ---------- | ---------- | ---------- | ---------- | ---------- | ---------- | ---------- | ---------- | ------------- |
| Mike + The Mechanics       | 7 oktober 1985   | WEA      | —          | —          | —          | —          | —          | —          | 14         | 26         | Studioalbum   |
| Living Years               | 28 oktober 1988  | WEA      | —          | —          | —          | —          | 36         | 11         | 2          | 16         | Studioalbum   |
| Word of Mouth              | 9 april 1991     | Atlantic | —          | —          | —          | —          | 69         | 6          | 11         | 22         | Studioalbum   |
| Beggar on a Beach of Gold  | 6 maart 1995     | Virgin   | —          | —          | —          | —          | 78         | 4          | 9          | 21         | Studioalbum   |
| Hits                       | 27 februari 1996 | Virgin   | —          | —          | —          | —          | —          | —          | 3          | 6          | Verzamelalbum |
| Mike & The Mechanics (M6)  | 31 mei 1999      | Virgin   | —          | —          | —          | —          | —          | —          | —          | 9          | Studioalbum   |
| Rewired (met Paul Carrack) | 7 juni 2004      | Virgin   | —          | —          | —          | —          | —          | —          | 61         | 39         | Studioalbum   |
| Rewired / The Hits         | 6 september 2004 | Virgin   | —          | —          | —          | —          | —          | —          | 42         | —          | Verzamelalbum |
| The Road                   | 8 april 2011     | Arista   | —          | —          | —          | —          | —          | —          | 42         | 41         | Studioalbum   |
| The Singles 1985 - 2014    | 17 januari 2014  | Virgin   | 159        | 2          | —          | —          | —          | —          | 18         | 80         | Verzamelalbum |
| Let Me Fly                 | 7 april 2017     | BMG      | 147        | 1          | 146        | 1          | —          | —          | 9          | 51         | Studioalbum   |
| Out of the Blue            | 5 april 2019     | BMG      | —          | —          | —          | —          | —          | —          | 7          | 40         | Studioalbum   |

### Singles
| Lied                                 | Verschijnen      | Album                     | Hitlijsten | Hitlijsten | Hitlijsten | Hitlijsten | Hitlijsten  | Hitlijsten  | Hitlijsten    | Hitlijsten    | Hitlijsten | Hitlijsten | Hitlijsten |
| Lied                                 | Verschijnen      | Album                     | BE (VL)    | BE (VL)    | BE (WA)    | BE (WA)    | NL (Top 40) | NL (Top 40) | NL (Top 100)1 | NL (Top 100)1 | GB         | DE         | FR         |
| Lied                                 | Verschijnen      | Album                     | Piek       | Weken      | Piek       | Weken      | Piek        | Weken       | Piek          | Weken         | Piek       | Piek       | Piek       |
| ------------------------------------ | ---------------- | ------------------------- | ---------- | ---------- | ---------- | ---------- | ----------- | ----------- | ------------- | ------------- | ---------- | ---------- | ---------- |
| Silent Running (On Dangerous Ground) | 4 november 1985  | Mike + The Mechanics      | —          | —          | —          | —          | tip10       | —           | 39            | 2             | 21         | 8          | —          |
| All I Need Is a Miracle              | 3 februari 1986  | Mike + The Mechanics      | 35         | 2          | —          | —          | tip20       | —           | —             | —             | 53         | 26         | —          |
| Nobody's Perfect                     | 1988             | Living Years              | —          | —          | —          | —          | —           | —           | —             | —             | 80         | —          | —          |
| Nobody Knows                         | 28 oktober 1988  | Living Years              | —          | —          | —          | —          | —           | —           | —             | —             | 81         | —          | —          |
| The Living Years                     | 2 januari 1989   | Living Years              | 25         | 6          | —          | —          | 20          | 4           | 20            | 10            | 2          | 13         | —          |
| Word of Mouth                        | 4 maart 1991     | Word of Mouth             | —          | —          | —          | —          | 18          | 6           | 13            | 12            | 13         | 27         | —          |
| A Time and a Place                   | 9 april 1991     | Word of Mouth             | —          | —          | —          | —          | —           | —           | —             | —             | 58         | —          | —          |
| Everybody Gets a Second Chance       | 1991             | Word of Mouth             | —          | —          | —          | —          | —           | —           | —             | —             | 56         | 51         | —          |
| Over My Shoulder                     | 13 februari 1995 | Beggar on a Beach of Gold | —          | —          | 21         | 10         | —           | —           | —             | —             | 12         | 44         | 9          |
| A Beggar on a Beach of Gold          | 6 maart 1995     | Beggar on a Beach of Gold | —          | —          | —          | —          | —           | —           | —             | —             | 33         | 64         | —          |
| Another Cup of Coffee                | 6 maart 1995     | Beggar on a Beach of Gold | —          | —          | —          | —          | —           | —           | —             | —             | 51         | 61         | —          |
| All I Need Is a Miracle '96          | 27 februari 1996 | Hits                      | —          | —          | —          | —          | —           | —           | —             | —             | 27         | 81         | —          |
| Silent Running '96                   | 1996             | Hits                      | —          | —          | —          | —          | —           | —           | —             | —             | 61         | —          | —          |
| Now That You've Gone                 | 31 mei 1999      | Mike & The Mechanics (M6) | —          | —          | —          | —          | —           | —           | —             | —             | 35         | 64         | —          |
| Whenever I Stop                      | 31 mei 1999      | Mike & The Mechanics (M6) | —          | —          | —          | —          | —           | —           | —             | —             | 73         | 76         | —          |
| Don't Know What Came Over Me         | 27 februari 2017 | Let Me Fly                | tip44      | —          | —          | —          | —           | —           | —             | —             | —          | —          | —          |
| Out of the Blue                      | 22 februari 2019 | Out of the Blue           | —          | —          | tip        | —          | —           | —           | —             | —             | —          | —          | —          |

### NPO Radio 2 Top 2000
| Nummer met noteringen in de NPO Radio 2 Top 2000 | '99 | '00 | '01 | '02  | '03 | '04 | '05 | '06 | '07  | '08 | '09  | '10  | '11  | '12  | '13 | '14 | '15  | '16  | '17  | '18  | '19  | '20  | '21  | '22  | '23  | '24  |
| ------------------------------------------------ | --- | --- | --- | ---- | --- | --- | --- | --- | ---- | --- | ---- | ---- | ---- | ---- | --- | --- | ---- | ---- | ---- | ---- | ---- | ---- | ---- | ---- | ---- | ---- |
| The Living Years                                 | 686 | 900 | 719 | 1096 | 936 | 997 | 865 | 943 | 1119 | 954 | 1074 | 1081 | 1279 | 1037 | 945 | 896 | 1033 | 1168 | 1200 | 1282 | 1251 | 1323 | 1351 | 1362 | 1473 | 1399 |

1. ↑  Een vetgedrukt getal geeft de hoogste notering aan.

### Dvd
- (2004) Live at Shepherd's Bush